# جيمس هنري أبوت
كان جيمس هنري أبوت (1851 - ١ مارس 1914)، من هواة جمع الطوابع البريطانيين، وأحد رواد هذا الفن، حيث أُدرج اسمه في قائمة هواة جمع الطوابع المتميزين عام 1921.
انضم أبوت إلى الجمعية الملكية لهواة جمع الطوابع في لندن عام 1892، وأصبح لاحقًا زميلًا فيها وظل عضوًا فيها حتى وفاتهِ عام 1914.
كان نائبًا أول لرئيس جمعية مانشستر لهواة جمع الطوابع، وكان يُعرف أيضًا باسم "أب مدرسة مانشستر" لممارسته، مع والتر دورنينغ بيكتون، تجميع كتل وأوراق كبيرة من الطوابع لدراسة موضع الطبعات الفوقية.
أفاد تاجر الطوابع اللندني أنه عند وفاته، "...ترك أبوت جميع ممتلكاته، بما في ذلك طوابعه، لأقربائهِ الوحيدين، وهي أخته غير الشقيقة، التي كان يعيش معها. وكانت هذه السيدة هي التي قررت أن تُرسل المجموعة إلى مؤسسة عامة في مانشستر إذا قبلت أي منها الهدية، وقُدِّم العرض إلى معهد ويتوورث الذي قبله". بِيعَت قطع أقل أهمية في مزاد عام 1914. وفي عام 1968، باعت شركة إتش. آر. هارمر المحدودة الطوابع المتبرع بها في مزاد استمر أربعة أيام.